# Adrien Baillet
Adrien Baillet, francoski rimskokatoliški duhovnik, literarni kritik, teolog, knjižničar, * 13. junij 1649, Neuville, Pikardija, Francija,  † 21. januar 1706, Pariz, Francija.